# Државни удар у Грчкој 1967.
Грчки државни удар 1967. године десио се 21. априла, само неколико недеља пре парламентарних избора, када је група десно оријентисаних официра под вођством бригадног генерала Стилијаноса Патакоса и пуковника Георгиоса Пападопулоса и Николаоса Макарезоса преузела власт у Грчкој.

## Позадина
Након пораза комуниста у Грчком грађанском рату 1949. године, међу грчком десницом је владало расположења да треба сузбијати сваки раст популарности левице како би се избегао потенцијални долазак комуниста на власт или нови грађански рат. Тако се већина политичара из десног Националног радикалног савеза побојала да би победа на изборима 28. јуна 1967. године левих центриста на челу с Георгиосом Пападопулосом довела до уставне кризе. Краљу Константину II су предложили да у случају такве аномалије прогласи ванредно стање, могућност коју му је осигуравао монархистички устав.

## Пуч
Дана 21. априла 1967. године, неколико недеља пред парламентарне изборе, група десно оријентисаних официра под вођством бригадног генерала Стилијаноса Патакоса и пуковника Георгиоса Пападопулоса и Николаоса Макарезоса извршила је државни удар и преузела власт у Грчкој. Преузимање власти изведено је брзо, захваљујући општој пометњи и фактору изненађења.
Вође пуча разместили су тенкове на кључне стратешке позиције по Атини, стекавши потпуну контролу над градом. У исто су време мање војне јединице ухапсиле водеће политичаре, цивилне вође и остале цивиле који су били симпатизери левице. Према списковима Грчког министарства одбране, било је ухапшено преко 10.000 људи.
Истог јутра, цела је Грчка била под контролом групе пуковника. Суспендовано је 11 чланака грчког устава, захваљујући чему је свако могао да буде изведен пред војни суд без претходног изношења судског налога.
Тадашњи амерички сенатор Ли Меткелф критиковао је Џонсонову администрацију што је пружила потпору „војном режиму колаборациониста и нацистичких симпатизера“. Амерички амбасадор у Атини, Филипс Талбот, осудио је пуч речима да је то „силовање демократије“.

## Последице
Иако се првобитно није супротставио пучу, краљ Константин II је покушао наредне године да изведе контра-пуч, што му није пошло за руком. Зато је био принуђен да напусти земљу. Хунта је 1973. године организовала референдум након којег је укинута монархија и проглашена република. Владавина војне хунте потрајала је до 1974. године, када је предала власт у руке цивилне владе. Накнадно откривени документи показали су умешаност ЦИА-е у организацији пуча, због чега се амерички председник Бил Клинтон извинио грчкој влади 1994. године.